# Хорејшио Гејтс
Хорејшо Гејтс (енгл. Horatio Gates; Малдон, 26. јул 1727 – Њујорк, 10. април 1806) био је генерал САД.

## Биографија
Рођен је 1727. године у Малдону у Есексу. У Семогодишњем рату је под Едвардом Брадоком ратовао у Америци. Гејтс је у британској војсци достигао до чина мајора. Године 1772. иселио се у Америку где је учествовао у Америчком рату за независност на страни Американаца. Конгрес га је именовао генералним ађутантом са рангом бригадира (јул 1775). Учествовао је у бици код Саратоге (1777) где је приморао Британце на капитулацију. У новембру исте године, Гејтс је именован председником Одбора за рат и допуну оружјем и муницијом. Већ наредне године Гејтс се повукао због пропалог покушаја да замени генерала Вашингтона на челу војске. Јуна 1780. поново ступа у војску. Као командант америчких трупа у Северној Каролини, Гејтс је доживео пораз у бици код Камдена (16. август). Умро је 1806. године у Њујорку.